# سنجاب الصخور
سنجاب الصخور (الاسم العلمي: Otospermophilus variegatus) نوع من القوارض ينتشر في جنوب غرب الولايات المتحدة في أريزونا، نيومكسيكو، كولورادو، ويوتا وجزء كبير من غرب تكساس، وجنوب نيفادا وغرب أوكلاهوما، جنوب شرق كاليفورنيا وجنوب إيداهو. في المكسيك ينتشر في ولاية بويبلا، كوليما، غيريرو، مكسيكو، وموريلوس، لكن لم يتم العثور عليها في السهول الساحلية الشرقية.